# Mount Morgan
Mount Morgan je hora ve východní části pohoří Sierra Nevada, na východě Kalifornie. Leží v kraji Inyo County.
S nadmořskou výškou 4 192 m náleží k nejvyšší vrcholům v Sieře Nevadě a v Kalifornii.

## Geografie
Mount Morgan leží v blízkosti státní silnice US 395. Západně se nachází John Muir Wilderness, východně údolí Owens Valley a pohoří White Mountains.